# Nikolai Astrup
Nikolai Astrup (Bremanger, 30 augustus 1880 – Førde, 21 januari 1928) was een Noors kunstschilder. Naast zijn schilderijen maakte hij  houtdrukken, welke vaak dezelfde thema's hebben. Astrup is buiten zijn geboorteland nauwelijks bekend, terwijl hij in eigen land als een van de belangrijkste kunstenaars uit het begin van de twintigste eeuw wordt gezien.

## Leven
Astrup werd geboren in Bremanger, maar groeide op in Ålhus, een klein dorp aan het Jølstrameer in de gemeente Jølster. Zijn vader was daar dominee. Zijn relatie met zijn vader was gespannen. Astrup koos al jong voor de kunst, hetgeen zijn vader maar matig kon waarderen. Hoewel hij zich afzette tegen het streng-christelijke milieu bleef hij vrijwel zijn hele leven in Jølster wonen.
Zijn eerste kennismaking met de schilderkunst kreeg hij op de middelbare school in Trondheim waar hij een paar jaar bij zijn grootmoeder woonde. Hier koos hij definitief voor de kunst.
Op 19-jarige leeftijd vertrok Alstrup naar Kristiania waar hij een opleiding volgde op de schilderschool van Harriet Backer. Later reisde hij door Duitsland, Italië, Algerije en Frankrijk. In Parijs volgde hij een tijdlang lessen bij Christian Krohg.

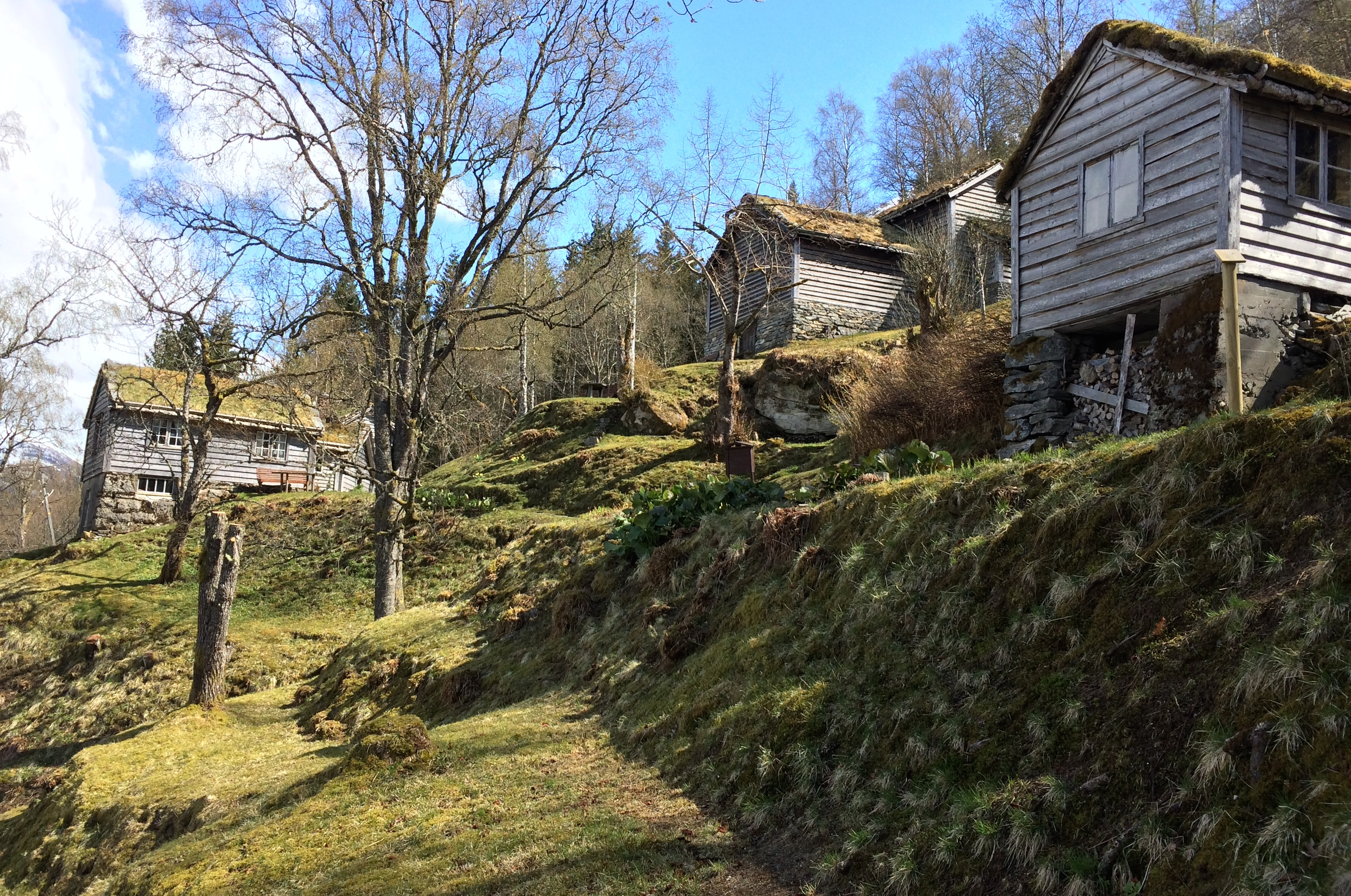
Sanddalstrand

In 1902 keerde Astrup terug naar Jølster. Een paar jaar later, 1907, trouwde hij met Engel Sunde, een boerenmeisje uit de omgeving die nog 16 moest worden. Kort na het huwelijk kreeg hij een reisbeurs waarmee hij naar Londen reisde en daar kennismaakte met het werk van John Constable.
De eerste jaren van het huwelijk woonde Astrup bij zijn ouders in. Zijn vader dwong hem echter iets voor zich zelf te zoeken. Uiteindelijk huurde hij een hut in Sandal aan de andere kant van het meer. Later kocht hij die hut, die hij in de loop van de tijd uitbreidde met andere bouwsels. Het geheel is bewaard gebleven in tegenwoordig in gebruik als museum.
Astrup had een zwakke gezondheid, hij leed onder meer aan astma. Hij stierf in 1928 aan een longontsteking.

## Werk
Het werk van Astrup laat zich moeilijk categoriseren. Het is met name  geïnspireerd op de omgeving waar hij woonde, het berglandschap van Sogn og Fjordane in het westen van Noorwegen. Daarbij wordt het landschap veelal in het avondlicht van de zomer geschilderd, wat zijn werk een aparte gloed geeft.
De voornaamste verzameling van zijn werk is te vinden in het Bergen Kunstmuseum. Een grote tentoonstelling van zijn werk was in 2016 te zien in Londen en in de Kunsthalle Emden.

## Galerij

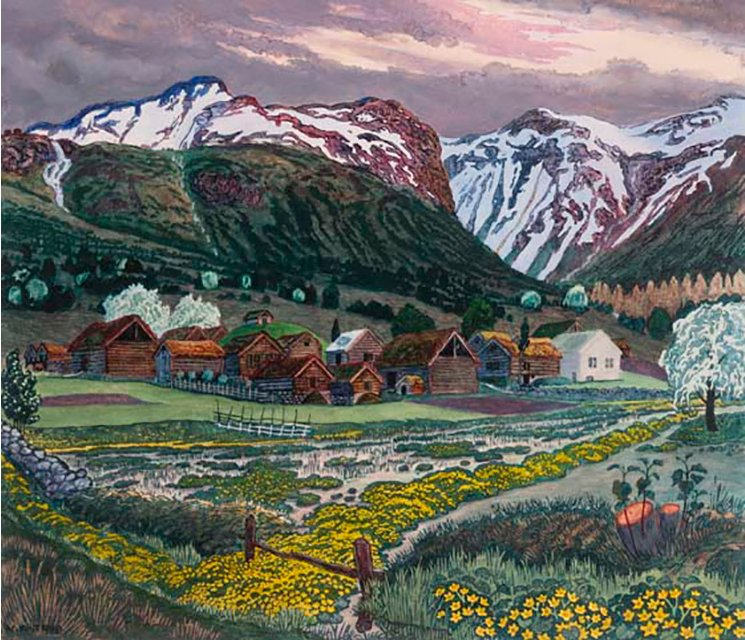
Soleienatt
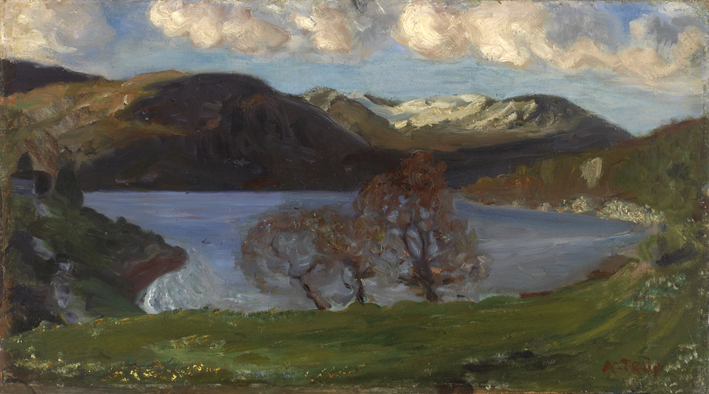
Vårkveld ved Jølstravatnet 1900
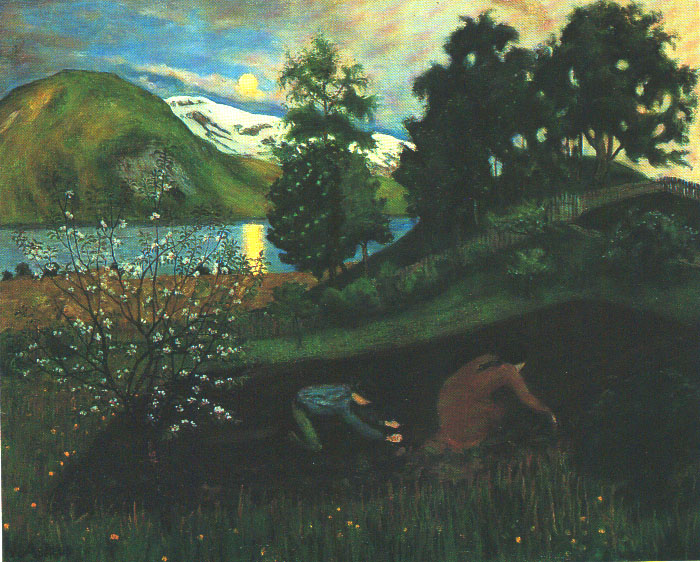
Vårnatt i hagen 1909
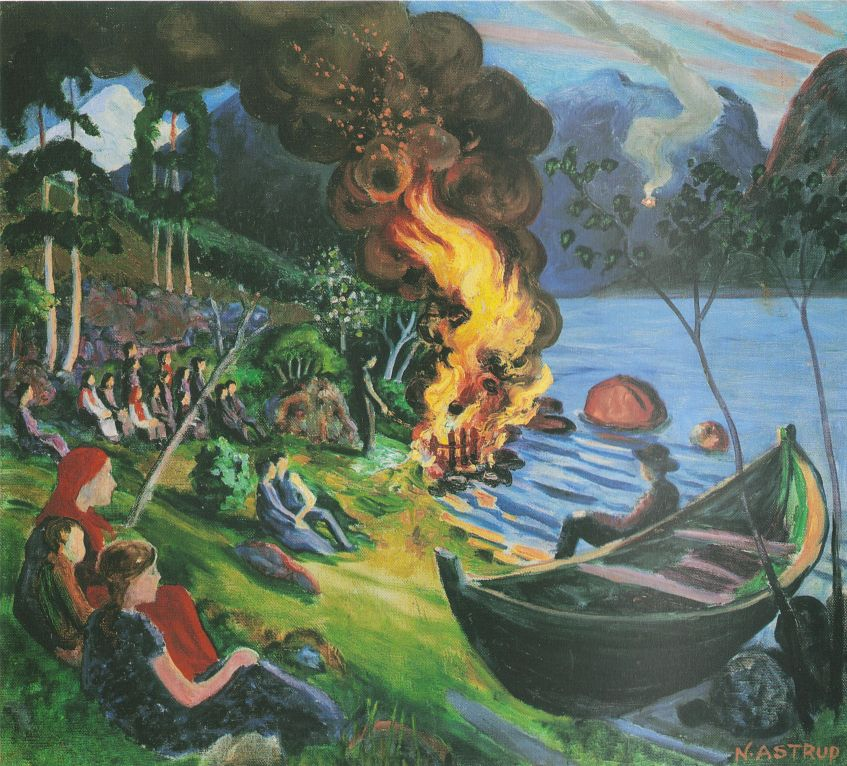
St. Hansbål ved Jølstravatnet 1909
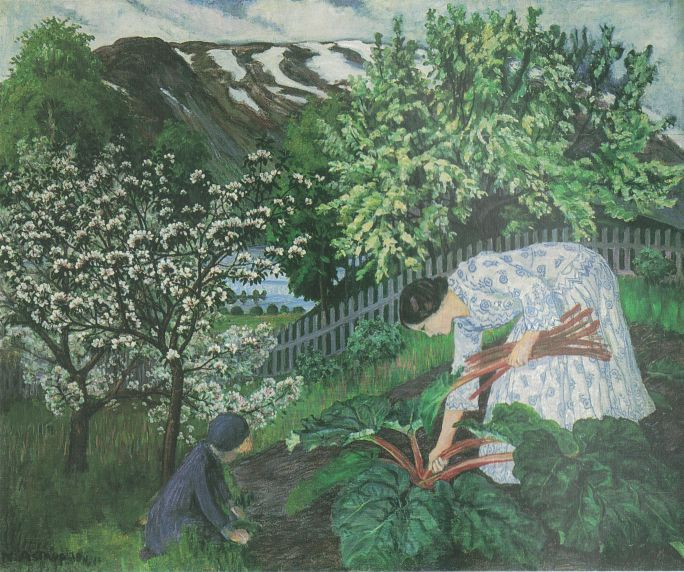
Rhabarbra 1911
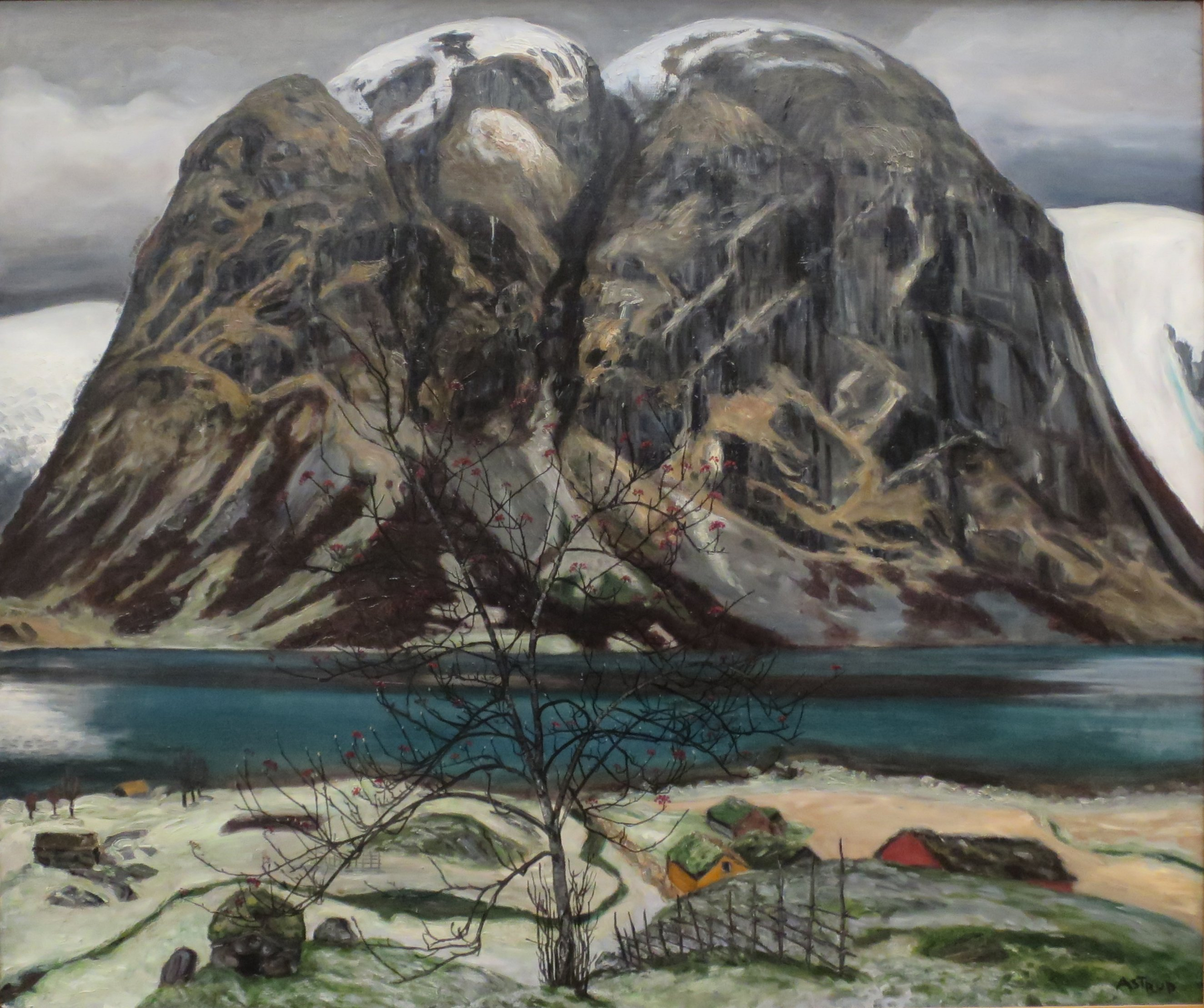
Kollen 1906

- Bibsys: 90083638
- Bibliothèque nationale de France: cb133283426 (data)
- Gemeinsame Normdatei: 130634263
- International Standard Name Identifier: 0000 0000 6686 9201
- KulturNav: 0b56a95c-489b-4d88-800c-ca06f3dd3ea5
- Library of Congress Control Number: n88104775
- MusicBrainz: 6aa06646-a80f-4e53-b995-d63d9189d8cc
- Nationale Bibliotheek van Tsjechië: jo2017941320
- Nationale Bibliotheek van Israël: 987011525769805171
- RKD-Nederlands Instituut voor Kunstgeschiedenis: 2817
- SNAC: w6w6820t
- Système universitaire de documentation: 192589121
- Union List of Artist Names: 500031666
- Virtual International Authority File: 35568265
- WorldCat: E39PBJgd78w4dCtcmcgGTtPRKd